# Clara-Zetkin-Straße (Radebeul)
Die Clara-Zetkin-Straße ist eine Innerortsstraße der sächsischen Stadt Radebeul, in der Ursprungsgemarkung Radebeul selbst.

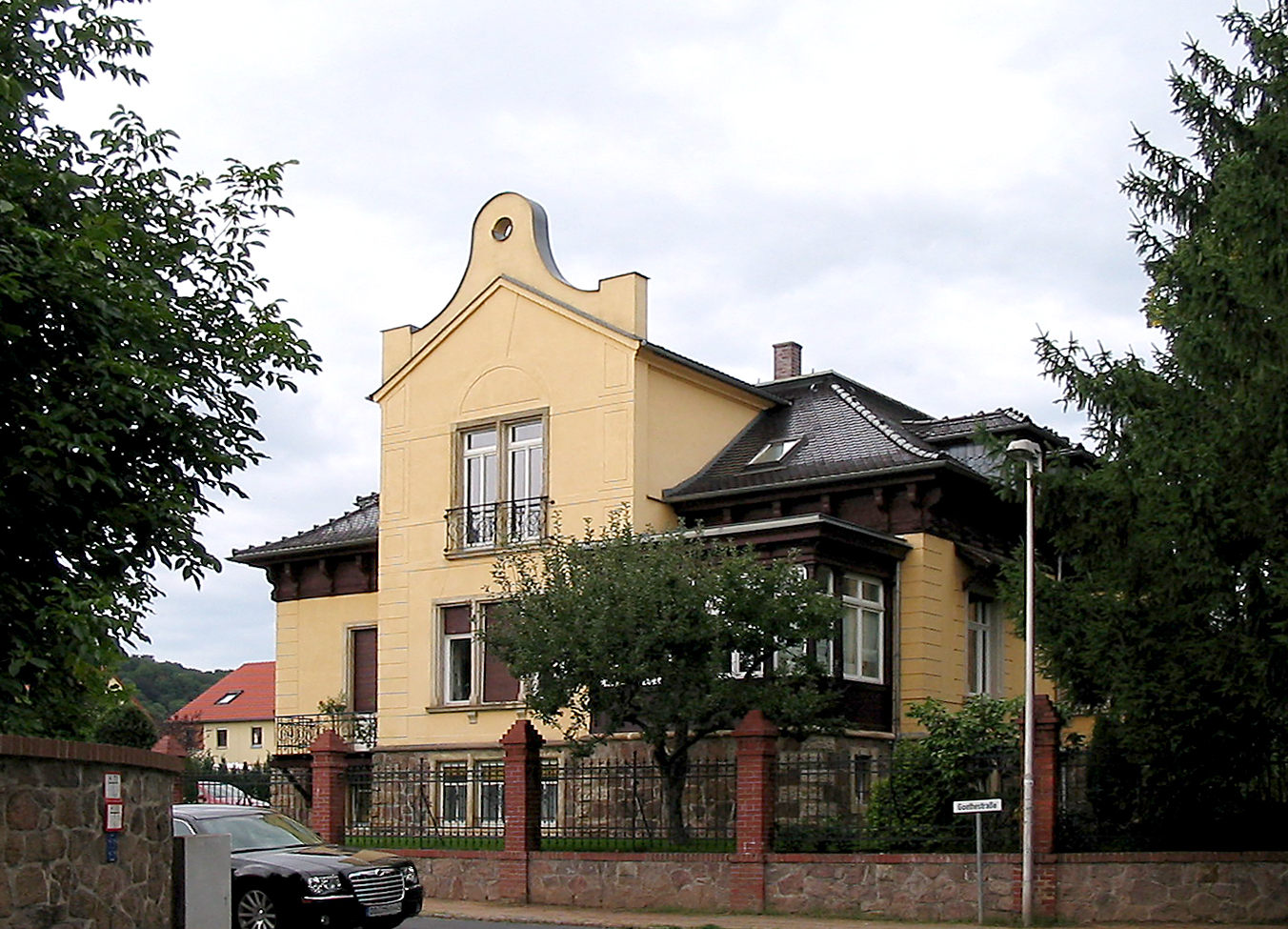
Villa Goethestraße 34/Ecke Clara-Zetkin-Straße

Die Clara-Zetkin-Straße wird, zusammen mit der Einsteinstraße, Karl-Marx-Straße und der August-Bebel-Straße, im Dehio-Handbuch als Beispiel für das Radialstraßensystem des sogenannten Lindenquartiers aufgeführt, innerhalb dessen die gründerzeitliche Bebauung Radebeuls erwähnenswert gut erhalten ist.

## Bebauung
Die Benummerung der Hausadressen beginnt an der Schillerstraße auf der südlichen Seite der Straße, d. h. von dort aus verlaufen auf der rechten Straßenseite die Nrn. 1 bis 25 an der Stadtgrenze zu Dresden; auf der linken Straßenseite geht es bis zur Nr. 28.
Zahlreiche der an der Clara-Zetkin-Straße liegenden Gebäude stehen heute unter Denkmalschutz und sind daher in der Liste der Kulturdenkmale in Radebeul (Gemarkung) aufgeführt, teilweise unter Adressen von Nebenstraßen:
- Villa Margarethe (Nr. 1), Villa Jentzsch (Goethestraße 34), Villa Elisabeth (Nr. 11), Villa Blumberger (Nr. 12), Villa Marie (Nr. 13), Nr. 14, Nr. 15, Villa Carola (Nr. 20), Villa Marta (Nr. 22), Lessingstraße 9, Nrn. 23/25. Vor Kopf steht das Kulturdenkmal Schillerstraße 19.

## Namensgebung
Mit dem Straßenausbau 1897 erhielt die Straße den Namen Sedanstraße.
Ihren heutigen Namen erhielt die Straße 1945, zu Ehren der sozialistischen deutschen Politikerin Clara Zetkin.